# Boroaia
Boroaia là một xã thuộc hạt Suceava, România. Dân số thời điểm năm 2002 là 4765 người.